# México, México
«México, México» es la canción oficial de RBD para el equipo de fútbol de México que compitió en la Copa Mundial de la FIFA 2006 en Alemania.
La canción se trata de tener fe en el equipo y animarlos para arriba. La canción es interpretada solo por las chicas de la banda, Anahí Puente, Dulce María, Maite Perroni. Los chicos hacen una breve aparición en el barco en el vídeo musical.

## Video musical
El video fue grabado en México exclusivamente para la selección mexicana. En este videoclip se puede ver a los integrantes RBD en un barco jugando fútbol junto a otras personas en las costas de Puerto Vallarta, México. 
Tiene imágenes de la selección mexicana en un partido contra la selección de fútbol de Costa Rica y de RBD.

## Lanzamiento
El lanzamiento del vídeo oficial se hizo en la entrada del capítulo 398 de Rebelde, telenovela en la que RBD era protagonista.